# Angelo Moriondo
Angelo Moriondo (Torino, 1851. június 6. – Marentino, 1914. május 31.) olasz feltaláló, az első eszpresszógép feltalálója.
Nagyapja szeszgyáros, apja csokoládégyáros volt. Angelo Moriondo két vendéglátóhelyet üzemeltetett, és ezek forgalmának elősegítésére 1884-ben mutatta be az első eszpresszó kávéfőzőt a torinói expón.